# Триалетская мезолитическая культура
Триалетская мезолитическая культура, англ. Trialetian) — название археологической культуры (каменной индустрии) верхнего палеолита и мезолита (эпипалеолита), происходящей из области к юго-западу от Каспийского моря.
Кавказско-анатолийский ареал триалетской мезолитической культуры граничит с ирако-иранским ареалом зарзийской культуры на востоке и юге, а также с левантийской натуфийской культурой на юго-западе.